# Albrecht W. Hofmann

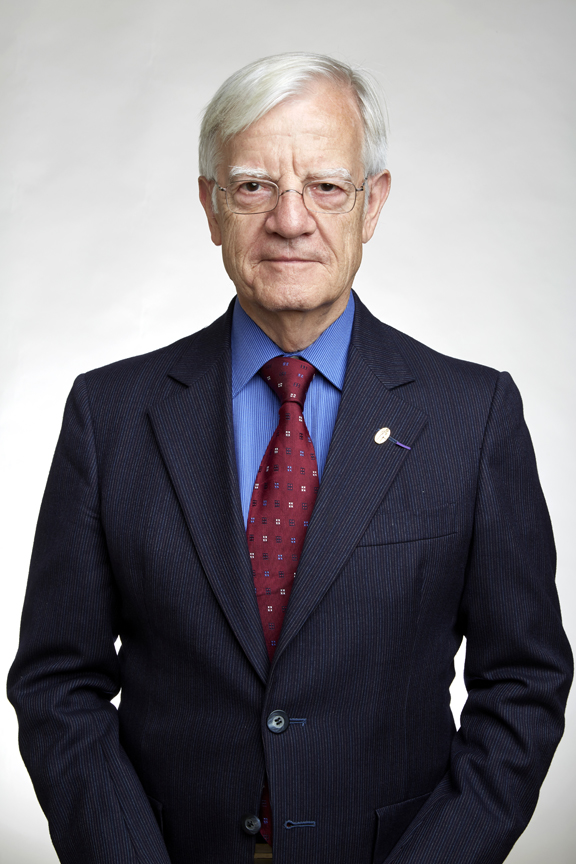
Albrecht W. Hofmann, 2018

Albrecht W. Hofmann (* 11. März 1939 in Zeitz) ist ein deutscher Geochemiker.

## Leben
Hofmann absolvierte das Abitur in Ravensburg. Anschließend studierte er für ein Jahr an der Duke University in Durham (North Carolina), USA, dann weiter Geologie an der Universität Freiburg. Danach studierte er weiter Geochemie mit den Nebenfächern Mineralogie und Thermodynamik an der Brown University in Providence, wo er bei Bruno J. Giletti mit der Arbeit Hydrothermal experiments on equilibrium partitioning and diffusion kinetics of Rb, Sr, and Na in biotite – alkali chloride solution systems promovierte.
Wissenschaftlich hat sich Hofmann hauptsächlich mit der Isotopen- und Spurenelementgeochemie des Erdmantels und der Erdkruste befasst.
Nach der Promotion war er zwei Jahre lang Assistent am Laboratorium für Geochronologie in Heidelberg, und danach zehn Jahre lang bis 1980 als Staff Scientist an der Carnegie Institution in Washington/DC tätig. 1980 wurde er als Wissenschaftliches Mitglied der Max-Planck-Gesellschaft an das Max-Planck-Institut für Chemie in Mainz berufen, wo er die neue Abteilung Geochemie aufbaute, die er bis zu seiner Emeritierung im Jahr 2007 leitete.
Seit seiner Emeritierung ist er als Adjunct Professor and Visiting Senior Research Scientist am Lamont-Doherty Earth Observatory, Columbia University, New York, und als Adjunct Professor an der University of Nanjing, China, tätig.
Hofmann war Gründungsmitglied und zeitweise Präsident der European Union of Geosciences, einer wissenschaftlichen Gesellschaft mit 3000 Mitgliedern. Bis zum Jahr 2014 war er Autor von rund 230 wissenschaftlichen Publikationen.

## Auszeichnungen
- 1994  Fellow of the American Geophysical Union
- 1994  Chevalier de l’Ordre des Palmes Académiques
- 1996 Humboldt-Forschungspreis der Alexander von Humboldt-Stiftung
- 1996 V. M. Goldschmidt Award der Geochemical Society
- 1996 Geochemistry Fellow der European Association of Geochemistry and the Geochemical Society
- 1999 Auswärtiges Mitglied der National Academy of Sciences
- 1999 Fellow der Geological Society of America
- 2001 Harry H. Hess Medal der American Geophysical Union
- 2011 Horace Mann Medal der Brown University, Providence, Rhode Island.
- 2015 Urey Award der European Association of Geochemistry
- 2015 Abraham-Gottlob-Werner-Medaille in Silber der Deutschen Mineralogischen Gesellschaft
- 2018 Auswärtiges Mitglied der Royal Society

## Veröffentlichungen (Auswahl)
- A. W. Hofmann, W. M. White: Mantle plumes from ancient oceanic crust. Earth Planet. Sci. Lett. Band 57, 1982, S. 421–436.
- W. M. White, A. W. Hofmann: Sr and Nd isotope geochemistry of oceanic basalts and mantle evolution. In: Nature. Band 296, 1982, S. 821–825.
- K. P. Jochum, A. W. Hofmann, E. Ito, H. M. Seufert, W. M. White: K, U, and Th in MORB glasses and heat production, K/U and K/Rb in the mantle. In: Nature. Band 306, 1983, S. 431–436.
- A. W. Hofmann, K.-P. Jochum, M. Seufert, W. M. White: Nb and Pb in oceanic basalts: new constraints on mantle evolution. In: Earth Planet. Sci. Lett. Band 79, 1986, S. 33–45.
- A. W. Hofmann: Chemical differentiation of the Earth, the relationship between mantle, continental crust, and oceanic crust. In: Earth Planet. Sci. Lett. Band 90, 1988, S. 297–314.
- C. Chauvel, A. W. Hofmann, P. Vidal: HIMU – EM: The French Polynesian connection. In: Earth Planet. Sci. Lett. Band 110, 1992, S. 99–119.
- M. Stein, A. W. Hofmann: Fossil plumes beneath the Arabian lithosphere? Earth Planet. Sci. Lett. Band 114, 1992, S. 193–209.
- M. Stein, A. W. Hofmann: Mantle plumes and episodic crustal growth. In: Nature. Band 372, 1994, S. 63–68.
- U. R. Christensen, A. W. Hofmann: Segregation of subducted oceanic crust in the convecting mantle. In: J. Geophys. Res. Band 99, Nr. B10, 1994, S. 19867–19884.
- C. Chauvel, S. L. Goldstein, A. W. Hofmann: Hydration and dehydration of oceanic crust controls Pb evolution in the mantle. In: Chemical Geology. Band 126, 1995, S. 65–75.
- A. W. Hofmann: Mantle geochemistry – the message from oceanic volcanism. In: Nature. Band 385, 1997, S. 219–229.
- A. V. Sobolev, A. W. Hofmann, I. K. Nikogosian: Recycled oceanic crust observed in 'ghost plagioclase' within the source of Mauna Loa lavas. In: Nature. Band 404, 2000, S. 986–990.
- E. Hellebrand, J. E. Snow, H. J. B. Dick, A. W. Hofmann: Coupled major and trace elements as indicators of the extent of melting in mid-ocean-ridge peridotites. In: Nature. Band 410, 2001, S. 677–681.
- A. Polat, A. W. Hofmann, M. T. Rosing: Boninite-like volcanic rocks in the 3.7–3.8 Ga Isua greenstone belt, West Greenland: Geochemical evidence for intra-oceanic subduction zone processes in the early Earth. In: Chem. Geol. Band 184, 2002, S. 231–254.
- J. Eisele, M. Sharma, S. J. G. Galer, J. Blichert-Toft, C. W. Devey, A. W. Hofmann: The role of sediment recycling in EM-1 inferred from Os, Pb, Hf, Nd, Sr isotope and trace element systematics of the Pitcairn hotspot. In: Earth Planet. Sci. Lett. Band 196, 2002, S. 197–212.
- A. W. Hofmann: Sampling mantle heterogeneity through oceanic basalts: Isotopes and trace elements 2.03. In: H. Holland, K. K. Turekian (Hrsg.): Treatise on Geochemistry. Band 2: The mantle and core. Elsevier-Pergamon, Oxford 2004, ISBN 0-08-044848-8, S. 67–101.
- I. Tolstikhin, A. W. Hofmann: Early crust on top of the Earth’s core. In: Phys. Earth Planet. Interiors. Band 148, 2005, S. 109–130.
- A. V. Sobolev, A. W. Hofmann, S. V. Sobolev, I. K. Nikogosian: An olivine-free mantle source of Hawaiian shield basalts. In: Nature. Band 434, 2005, S. 590–597.
- W. Abouchami, A. W. Hofmann, S. J. G. Galer, F. A. Frey, J. Eisele, M. Feigenson: Lead isotopes reveal bilateral asymmetry and vertical continuity in the Hawaiian mantle plume. In: Nature. Band 434, 2005, S. 851–856.
- A. V. Sobolev, A. W. Hofmann, D. V. Kuzmin, G. M. Yaxley, N. T. Arndt, S.-L. Chung, L. V. Danyushevsky, T. Elliott, F. A. Frey, M. O. Garcia, A. A. Gurenko, V. S. Kamenetsky, A. C. Kerr, N. A. Krivolutskaya, V. V. Matvienkov, I. K. Nikogosian, A. Rocholl, I. A. Sigurdsson, N. M. Sushchevskaya, M. Teklay: The Amount of Recycled Crust in Sources of Mantle-Derived Melts. In: Science. Band 316, 2007, S. 412–417.
- C. G. Farnetani, A. W. Hofmann: Dynamics and internal structure of the Hawaiian plume. In: Earth Planet Sci. Lett. Band 295, 2010, S. 231–240. doi:10.1016/j.epsl.2010.04.005.
- A. W. Hofmann, C. G. Farnetani, M. Spiegelman, C. Class: Displaced helium and carbon in  the Hawaiian plume. In: Earth Planet. Sci. Lett. Band 312, 2011, S. 226–236.
- C. G. Farnetani, A. W. Hofmann, C. Class: How double volcanic chains sample geochemical anomalies from the lowermost mantle. In: Earth Planet. Sci. Lett. Band 359–360, 2012, S. 240–247.
- A. W. Hofmann, C. G. Farnetani: Two views of Hawaiian plume structure. In: Geochem. Geophys. Geosyst. Band 14, 2013, S. 5308–5322.